# Hydroides recurvispina
Hydroides recurvispina är en ringmaskart som beskrevs av Rioja 1941. Hydroides recurvispina ingår i släktet Hydroides och familjen Serpulidae. Inga underarter finns listade i Catalogue of Life.